# Wahiawa
Wahiawa és una concentració de població designada pel cens dels Estats Units a l'estat de Hawaii. Segons el cens del 2000 tenia 16.151 habitants.

## Demografia
Segons el cens del 2000, Wahiawa tenia 16.151 habitants, 5.376 habitatges, i 3.955 famílies La densitat de població era de 2950,9 habitants per km².
Dels 5.376 habitatges en un 31,3% hi vivien nens de menys de 18 anys, en un 49,2% hi vivien parelles casades, en un 18,0% dones solteres, i en un 26,4% no eren unitats familiars. En el 21,9% dels habitatges hi vivien persones soles el 10,5% de les quals corresponia a persones de 65 anys o més que vivien soles. El nombre mitjà de persones vivint en cada habitatge era de 2,97 i el nombre mitjà de persones que vivien en cada família era de 3,45.
Per edats la població es repartia de la següent manera: un 26,1% tenia menys de 18 anys, un 8,6% entre 18 i 24, un 26,6% entre 25 i 44, un 19,9% de 45 a 64 i un 18,8% 65 anys o més.
L'edat mediana era de 37,5 anys. Per cada 100 dones hi havia 94,61 homes. Per cada 100 dones de 18 o més anys hi havia 91,36 homes.
La renda mediana per habitatge era de 41.257 $ i la renda mediana per família de 46.524 $. Els homes tenien una renda mediana de 32.018 $ mentre que les dones 25.287 $. La renda per capita de la població era de 16.366 $. Aproximadament el 13,5% de les famílies i el 16,7% de la població estaven per davall del llindar de pobresa.

## Poblacions més properes
El següent diagrama mostra les poblacions més properes.